# Betterave fourragère
Beta vulgaris
Espèce
Classification phylogénétique
La betterave fourragère est un type de betterave cultivé pour sa racine principalement utilisée pour l'alimentation des animaux.

## Botanique
Nom scientifique : Beta vulgaris L.
Famille des Chénopodiacées (selon la classification classique) ou famille des Amaranthacées (selon la classification phylogénétique).

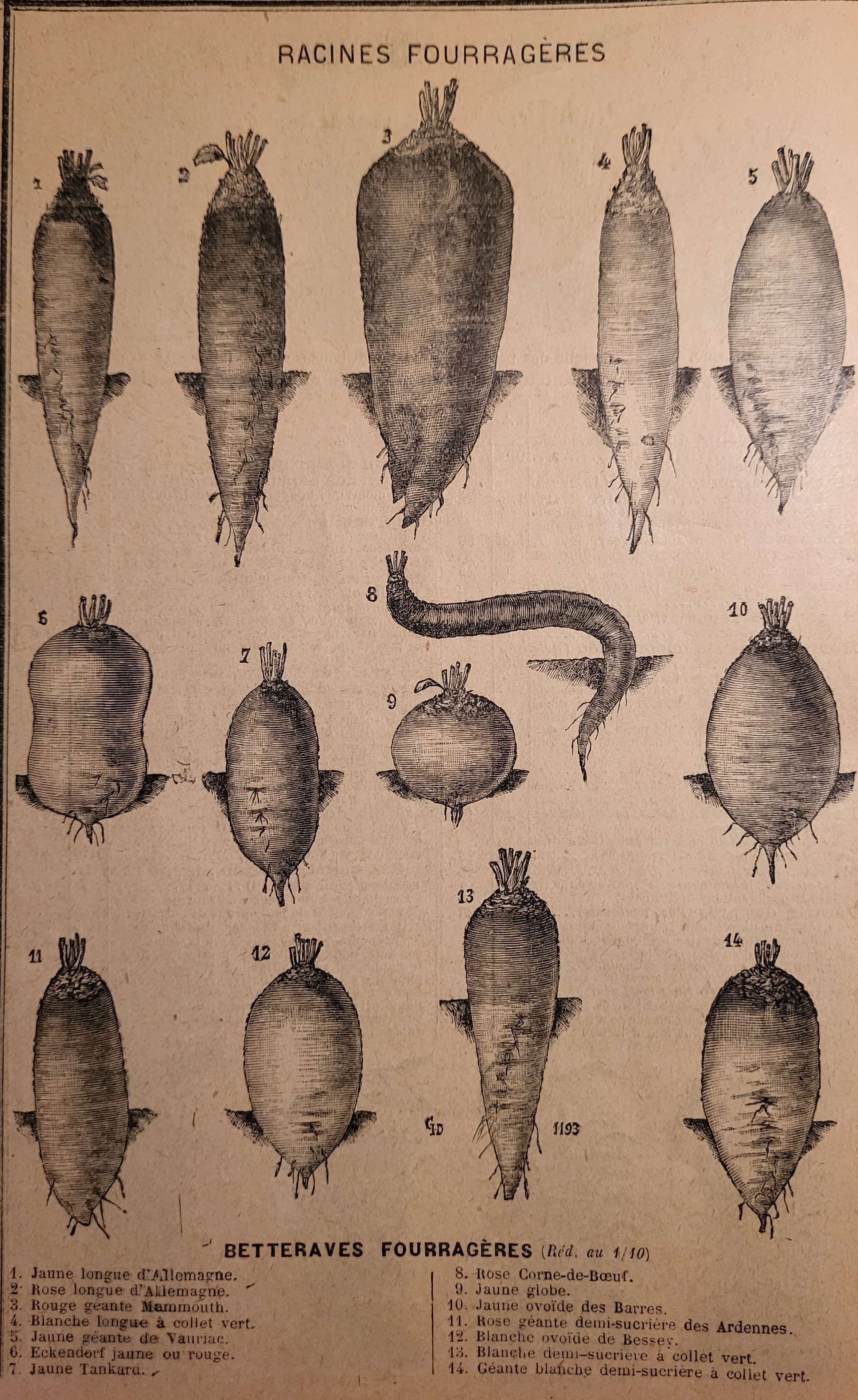
Diversités des formes des anciennes variétés de betteraves fourragères.

## Description
La betterave cultivée est une plante bisannuelle :
- première année, phase végétative : développement des feuilles et constitution de la racine charnue, accumulation de réserves en sucre, c'est aussi la phase de culture ;
- deuxième année : montaison et floraison, production de graines.

## Variétés cultivées

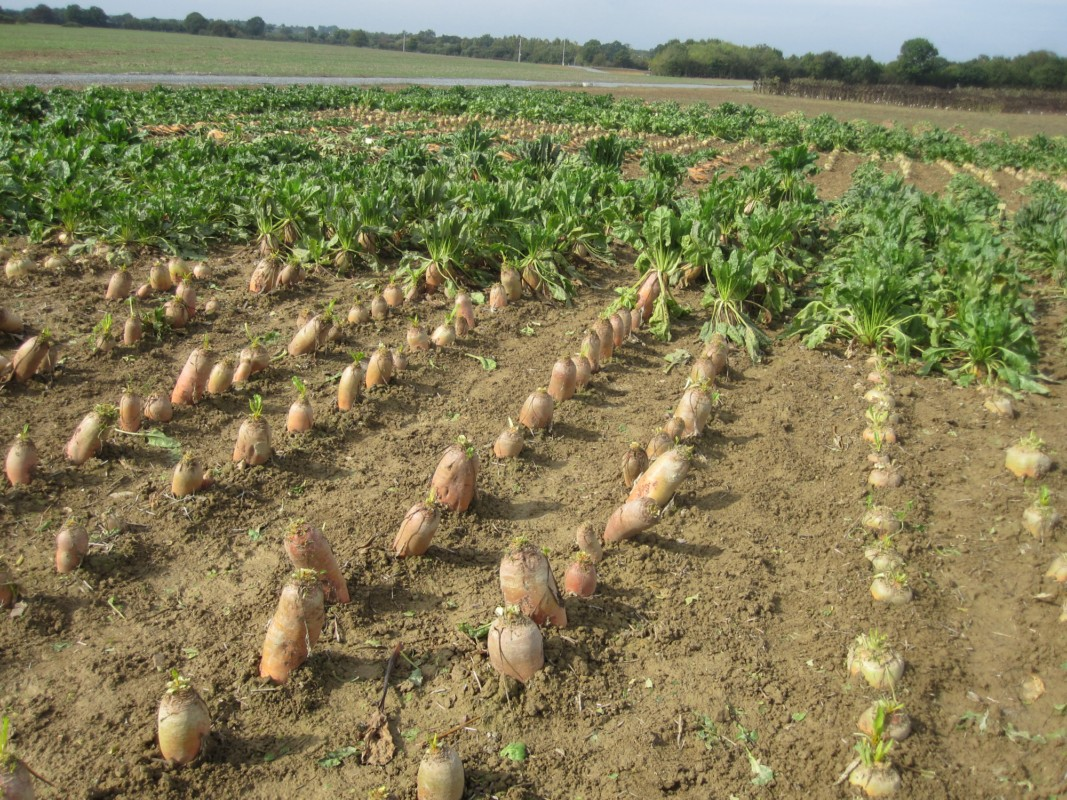
Variétés de betterave fourragère
multigermes effeuillées au premier plan.

Il existe de nombreuses variétés de betteraves fourragères de formes et de couleurs différentes.
Leurs couleurs sont blanc, rose, rouge, jaune ou orange.
Elles peuvent être rondes, coniques, ovales, longues, corsetées.
Les variétés peuvent être plus ou moins enterrées.
Les semences de la plupart des variétés utilisées aujourd’hui sont monogermes mais les variétés cultivées auparavant étaient multigermes, telles que la Géante rouge, la Jaune d’Eckendorf…Elles sont le plus souvent enrobées et la technologie « activation » est de plus en plus souvent utilisé pour sécuriser et accélérer la levée.
Les principaux critères de choix sont le rendement, la teneur en matière sèche des racines, l'importance de la partie enterrée et, plus récemment, les résistances à des maladies telles que la rhizomanie et le rhizoctone brun.
Au Catalogue officiel des espèces et variétés on compte actuellement près de 80 variétés au catalogue officiel français et près de 130 au Catalogue européen
.

## Économie
La culture s'est progressivement développée en Europe du Nord et a occupé près d'un million d'hectares en France dans les années 1950. Elle a ensuite fortement régressé au profit du maïs ensilage.
C'est pourtant une culture particulièrement productive à l'hectare, ayant une bonne régularité de production et d'une valeur alimentaire très élevée.

## Culture de la betterave fourragère
Le semis s'effectue à partir de la mi-mars, après les gelées d'hiver et s'échelonnant dans les régions les plus tardives jusqu'à mi-mai. Elle a besoin de six mois chauds et ensoleillés pour achever la formation de la racine ; elle aime les terres riches, profondes, bien fumées.
Jusque dans les années 1970, il était nécessaire de procéder au « démariage », c'est-à-dire à l'élimination des plants excédentaires. Les graines sont des glomérules multigermes. À partir de 1968, grâce à la sélection, les semences monogermes (une seule graine par glomérule) peuvent être semées directement en place, graine par graine, grâce à des semoirs spécifiques.

## Ennemis de la betterave
Ses principaux ennemis sont les pucerons vecteurs de la jaunisse, la mouche de la betterave (ou pégomyie), les taupins et des maladies comme la rhizomanie, la cercosporiose, l'oïdium, la ramulariose et le pied noir.

## Désherbage de la betterave
Le désherbage de la betterave est une pratique qu'il faut absolument réussir car la culture est très fragile du point de vue de la concurrence avec les adventices à tous les niveaux. Il faut pour cela lutter par des méthodes agronomiques (rotations, binages…), ou chimiquement en agriculture conventionnelle.
Un désherbage de prélevée est utile, notamment dans les situations à risque, contre certains types d'adventices, les dicotylédones comme l'amarante, l'ammi élevé, l'aethusa, la matricaire…
Le désherbage de post levée vise les dicotylédones et les monocotylédones.

## Récolte

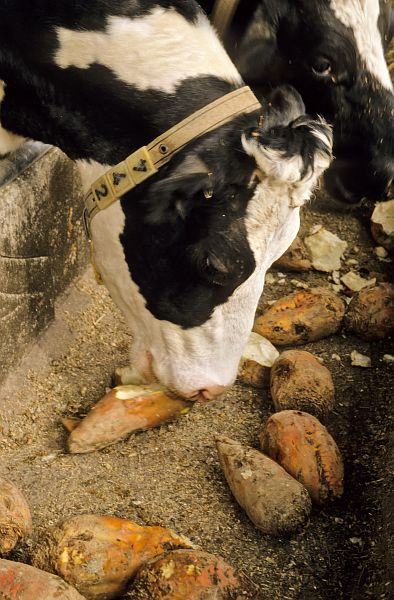
Vache laitière consommant des betteraves fourragères.

Les racines sont récoltées entières à maturité pour être stockées.
La récolte de la betterave fourragère est entièrement mécanisable, à l'aide de machines plus ou moins combinées : effeuilleuse - arracheuse - chargeuse.
Dans les sols portants, il est également possible de les faire pâturer sur place.

## Stockage et distribution
Les betteraves fourragères devant être distribuées tout au long de l'hiver, il est important de les conserver en bon état.
Le stockage se fait en fabriquant un simple tas, en protégeant les racines du risque de gel dans les régions froides, tout en permettant à l'air de circuler.
La distribution aux animaux est également entièrement mécanisable à l'aide de différents types de machines telles que des godets désileurs, ou des desileuses distributrices ou des mélangeuses à vis. Certaines sont équipées de système de nettoyage et de hachage et sont pourvues de système pour évacuer les cailloux.

### Valeur alimentaire
La betterave fourragère, a une valeur énergétique très élevée et est très appréciée des animaux.
C'est un excellent complément pour des rations à base d'herbe ou de foin.
Elle doit être distribuée en quantités limitées, environ 3 kg de matière sèche par jour pour une vache laitière.

## Utilisation

### Par les animaux
Les racines sont distribuées pendant l'hiver aux animaux d'élevage : bovins, ovins, caprins mais aussi les chevaux, les porcins, les lapins, et pratiquement tous les animaux omnivores ou herbivores. Contrairement à ce qui se faisait dans le passé, il est préférable de ne pas les hacher en morceaux, afin d'éviter que les bovins adultes ne les consomment trop vite. Sur des sols portant, elles peuvent également être pâturées en place. Les feuilles peuvent servir pour l'alimentation du bétail ou sont restituées au sol.

### Pour l'alimentation humaine
La plupart des variétés de betteraves fourragères peuvent aussi être utilisées pour la consommation humaine sous différentes formes : racines rappées en salade ou cuites et écrasées servies salées ou sucrées,. 
Le bortsch est une des bases traditionnelles de la cuisine des pays de l'Est européen. Ce potage comprend généralement de la betterave (bortsch rouge) mais aussi d'autres raves (bortsch blanc ou zurek).
La soupe aux ravesétait un plat paysan commun en Europe occidentale autrefois, comme le pot-au-feu qui comprend presque toujours des raves. Il y a peu de différences entre variétés fourragères et variétés potagères, aussi en cas de pénurie, on utilisait les variétés fourragères plus productives pour la consommation humaine. Cela a été le cas pendant les deux dernières guerres mondiales en Europe. Il en est resté une réputation désastreuse pour ces légumes qui ont été accommodés à toutes les sauces, en particulier en Allemagne, (voir Steckrübenwinter). Au Québec, les rabioles sont restées un légume populaire. Les betteraves fourragères (Mangelwurzel) ont aussi été largement consommées pendant la grande famine d'Irlande  et ont causé des intoxications par manque de diversité dans leur alimentation.
Les feuilles de betterave (Beta vulgaris), qu'elles soient fourragères, potagères ou sucrières  sont riches en composés antioxydants. Elles peuvent être cuisinées comme des épinards, elles se dégustent en salade, en poêlée, dans une omelette ou une tarte salée. Les jeunes feuilles peuvent aussi être cuites pour accompagner des plats en sauce.

### Pour la production de biogaz
Leur forte productivité et la possibilité de les stocker de manière simple en font également une plante performante pour  produire du biogaz par la méthanisation. De nouvelles variétés ont été sélectionnées dans ce but.

## Calendrier républicain
La betterave voit son nom attribué au 4e jour du mois de brumaire du calendrier républicain ou révolutionnaire français, généralement chaque 25 octobre du calendrier grégorien.

### Documents externes
- La betterave fourragère de A à Z     A D B F M, brochure 24 p